# Syssert
Syssert (en russe : Сысерть) est une ville de l'oblast de Sverdlovsk, en Russie, et le centre administratif du raïon de Syssert. Sa population s'élevait à 20 639 habitants en 2021.

## Géographie
Syssert est située sur le versant oriental du Moyen-Oural. Elle est arrosée par la rivière Syssert, un affluent de l'Isset, dans le bassin hydrographique de l'Ob. Elle se trouve à 40 km au sud-est de la capitale de l'oblast, Iekaterinbourg, et à 1 435 km à l'est de Moscou.

## Histoire
Syssert est née en 1732 dans le cadre de la création de l'usine sidérurgique Nijnesyssertski Zavod, nommée plus tard Syssertski Zavod. La localité porta ce nom jusqu'à la fermeture de l'usine, en 1932 et reçut alors le nom de Syssert. Elle accéda au statut de commune urbaine en 1928 et au statut de ville en 1946.

## Population
Recensements (*) ou estimations de la population
| 1897*  | 1926* | 1939*  | 1959*  | 1970*  | 1979*  |
| ------ | ----- | ------ | ------ | ------ | ------ |
| 10 400 | 7 197 | 10 640 | 19 606 | 19 229 | 21 365 |

| 1989*  | 2002*  | 2010*  | 2012   | 2013   | 2014   |
| ------ | ------ | ------ | ------ | ------ | ------ |
| 22 462 | 22 152 | 20 465 | 20 477 | 20 558 | 20 764 |

| 2015   | 2019   | 2021   | - | - | - |
| ------ | ------ | ------ | - | - | - |
| 20 964 | 21 029 | 20 639 | - | - | - |

## Personnalité
- Pavel Bajov (1879-1950), écrivain.